# Ex municipio di Sampierdarena
Il municipio di Sampierdarena è l’edificio che ospitava l’amministrazione del comune ligure di Sampierdarena, annesso alla “Grande Genova” nel 1926.

## Storia
L’edificio venne costruito nel 1852 su progetto dell’architetto Angelo Scaniglia, allievo del Barabino, per dotare il comune di Sampierdarena, allora in fase di forte espansione demografica, di un edificio amministrativo adeguato alle esigenze.
Nonostante le intenzioni, il municipio si trovò presto in posizione decentrata rispetto ai principali assi di traffico; infatti con la costruzione della ferrovia Torino-Genova lo sviluppo edilizio cominciò a dirigersi verso nord determinando un progressivo declino del vecchio centro.
L’edificio perse la sua funzione originaria nel 1926, in seguito all’annessione di Sampierdarena alla “Grande Genova”; ospita oggi uffici pubblici e la sede rionale della polizia municipale.

## Caratteristiche
L’edificio è posto nel nucleo antico di Sampierdarena, a pochi passi dalla chiesa di Santa Maria della Cella; fu eretto sui resti di un castello posto lungo l’antica linea di costa, in seguito arretrata per la costruzione dei nuovi bacini portuali.
Presenta una pianta a “U”, con un corpo centrale affiancato da due ali laterali simmetriche che contornano una corte d’onore aperta sulla strada. Le facciate presentano decorazioni neoclassiche, più elaborate nell’avancorpo centrale e più sobrie sulle due ali.